# Khaplu

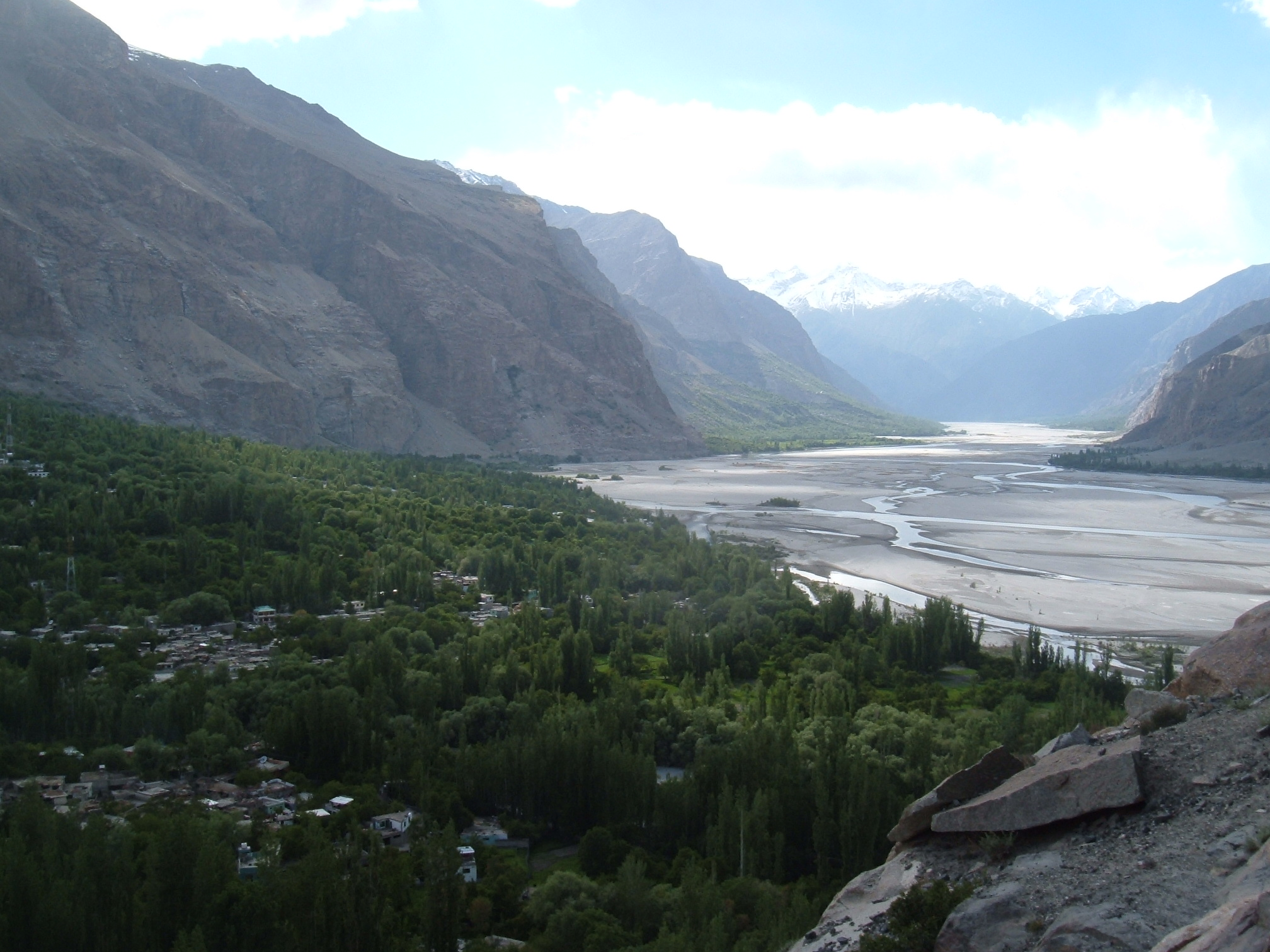
Khaplu links im Bild; rechts der Shyok

Khaplu oder Khapalu ist ein am Unterlauf des Shyok gelegener Ort in Gilgit-Baltistan in Pakistan. Er ist der Verwaltungssitz des Distrikts Ghanche, eines der beiden Distrikte Baltistans.
Khaplu war früher Sitz eines Rajas und kontrollierte den Zugang zu einer durch das Shyok-Tal verlaufenden Nebenroute der Seidenstraße. Zu den heutigen Sehenswürdigkeiten gehören der Palast des Rajas, ein Fort aus dem 19. Jahrhundert und eine Moschee, die der Überlieferung nach aus dem 14. Jahrhundert stammt.